# Mistrzostwa Azji w Maratonie 1992
Mistrzostwa Azji w Maratonie 1992 – zawody lekkoatletyczne na dystansie maratońskim, które odbyły się 4 października 1992 w indonezyjskim mieście Bandung.
Były to trzecie odrębne mistrzostwa Azji w maratonie, we wcześniejszych latach trzykrotnie (1973, 1975 oraz 1985) konkurencję tę rozgrywano w ramach mistrzostw Azji w lekkoatletyce.

## Rezultaty

### Mężczyźni
| Konkurencja:    | 1. miejsce        | Rezultat | 2. miejsce       | Rezultat | 3. miejsce     | Rezultat |
| Bieg maratoński | Edwardus Nabunome | 2:20:23  | Ryoichi Enaidani | 2:21:17  | Yoo Young-hoon | 2:23:27  |

### Kobiety
| Konkurencja:    | 1. miejsce          | Rezultat | 2. miejsce | Rezultat | 3. miejsce       | Rezultat |
| Bieg maratoński | Sunita Anand Godara | 2:53:12  | Lo Man Yi  | 2:55:58  | Yoshiko Hirohama | 2:57:11  |